# Anna Marno
Anna Marno (* 23. November 1992) ist eine ehemalige US-amerikanische Skirennläuferin. Sie war auf die Disziplinen Abfahrt und Super-G spezialisiert.

## Biografie
Marno wuchs in Wyoming auf und lebt in Steamboat Springs, Colorado. Durch ihren Vater, der früher selbst Rennläufer und Trainer war, kam sie zum Skirennsport. Nach Erreichen des Alterslimits nahm Marno im Winter 2007/2008 erstmals an FIS-Rennen teil, in der nächsten Saison startete sie bereits regelmäßig im Nor-Am Cup. Nach einigen Siegen in FIS-Rennen und ersten Top-10-Platzierungen im Nor-Am Cup erzielte sie im Dezember 2010 ihren ersten Podestplatz im Nor-Am Cup, als sie Zweite des Riesenslaloms von Panorama wurde. Im selben Winter nahm sie zum ersten Mal an Juniorenweltmeisterschaften teil. Im schweizerischen Crans-Montana wurde sie 17. in der Abfahrt und 23. im Super-G, während sie im Riesenslalom nicht das Ziel sah. Kurz nach der Junioren-WM folgte der zweite Podestplatz im Nor-Am Cup mit Rang zwei im Super-G von Aspen. Drei Tage später, am 14. Februar 2011, war die Saison 2010/11 für sie jedoch zu Ende. Bei einem Sturz in der Nor-Am-Abfahrt von Aspen erlitt sie einen Kreuzband- und Meniskusriss im linken Knie.
Nach der Verletzung erzielte Marno in der Saison 2011/12 vier Top-10-Ergebnisse im Nor-Am Cup, aber keinen Podestplatz. Bei den Juniorenweltmeisterschaften 2012 in Roccaraso wurde sie 23. im Super-G, nachdem sie im Riesenslalom im zweiten Durchgang ausgeschieden war. Podestplätze im Nor-Am Cup gelangen Marno wieder in der Saison 2012/13, als sie am 1. Dezember im ersten Super-G von Copper Mountain ihren ersten Sieg feierte und tags darauf im zweiten Super-G Zweite wurde. Bis zum nächsten Nor-Am-Sieg musste sie über zwei Jahre warten.
Ihr Debüt im Weltcup hatte Marno am 30. November 2013 im Super-G von Beaver Creek, wo sie nicht ins Ziel kam. Den ersten Weltcuppunkt holte sie am 24. Januar 2016 mit Platz 30 im Super-G von Cortina d’Ampezzo. In der Saison 2015/16 entschied sie die Super-G-Wertung des Nor-Am Cups für sich. Sie nahm im Winter 2016/17 wieder an Weltcuprennen teil, doch schaute für sie nur ein zählbares Ergebnis heraus, der 28. Platz im Super-G von Garmisch-Partenkirchen am 22. Januar 2017. Dies blieb das beste Ergebnis ihrer Karriere, denn im Mai 2017 erklärte sie den Rücktritt vom Spitzensport.

## Erfolge

### Weltcup
- 2 Platzierungen unter den besten 30

### Nor-Am Cup
- Saison 2010/11: 10. Gesamtwertung, 7. Super-G-Wertung, 8. Kombinationswertung, 9. Riesenslalomwertung
- Saison 2011/12: 6. Abfahrtswertung, 10. Super-G-Wertung
- Saison 2012/13: 10. Gesamtwertung, 2. Super-G-Wertung, 9. Abfahrtswertung
- Saison 2013/14: 4. Gesamtwertung, 4. Riesenslalomwertung, 4. Super-G-Wertung, 7. Abfahrtswertung, 10. Kombinationswertung
- Saison 2014/15: 8. Gesamtwertung, 5. Super-G-Wertung, 7. Kombinationswertung, 10. Riesenslalomwertung
- Saison 2015/16: 7. Gesamtwertung, 1. Super-G-Wertung, 8. Abfahrtswertung, 7. Kombinationswertung, 8. Abfahrtswertung
- Saison 2016/17: 5. Abfahrtswertung, 6. Super-G-Wertung
- 19 Podestplätze, davon 3 Siege:

| Datum             | Ort             | Land   | Disziplin |
| ----------------- | --------------- | ------ | --------- |
| 1. Dezember 2012  | Copper Mountain | USA    | Super-G   |
| 20. Februar 2015  | Nakiska         | Kanada | Super-G   |
| 13. Dezember 2015 | Panorama        | Kanada | Super-G   |

### Juniorenweltmeisterschaften
- Crans-Montana 2011: 17. Abfahrt, 23. Super-G
- Roccaraso 2012: 23. Super-G

### Weitere Erfolge
- 1 US-amerikanischer Meistertitel (Super-G 2016)
- 1 US-amerikanischer Juniorenmeistertitel (Abfahrt 2009)
- 14 Siege in FIS-Rennen